# إيمانويل كلوتي
إيمانويل أتوكوي كلوتي (بالإنجليزية: Emmanuel Clottey)‏ (مواليد 30 أغسطس، 1987 في أكرا) هو لاعب كرة قدم غاني ويلعب لصالح الترجي الرياضي التونسي والمنتخب الغاني لكرة القدم. يجيد اللعب في خط الهجوم حيث حصل على لقب هداف الدوري الغاني الممتاز عام 2007 برصيد 14 هدف.

## روابط خارجية
- إيمانويل كلوتي على موقع قاعدة بيانات كرة القدم.إي يو (الإنجليزية)
- إيمانويل كلوتي على موقع ناشيونال فوتبول تيمز (الإنجليزية)
- إيمانويل كلوتي على موقع Soccerway.com (الإنجليزية)
- إيمانويل كلوتي على موقع كووورة